# 三氯乙酸铥
三氯乙酸铥是镧系元素铥的三氯乙酸盐，化学式为Tm(CCl3COO)3，可溶于水，其水溶液不稳定。它可由氢氧化铥和三氯乙酸在≤18 °C时反应得到。它可以和4,4'-联吡啶形成配合物。三氯乙酸铥的固体加热分解，生成无水氯化铥。

## 拓展阅读
- A. Czylkowska, R. Kruszyński, A. Kaczmarek, M. Markiewicz. . Journal of Structural Chemistry. 2012-09, 53 (5): 927–931  [2020-01-18]. ISSN 0022-4766. doi:10.1134/S0022476612050149 （英语）.